# Lõpe (Iisaku)
Pour les articles homonymes, voir Lope.

 Lõpe est un village de 6 habitants de la Commune de Iisaku du Comté de Viru-Est en Estonie. 